# 一條內基
一條內基（1548年—1611年8月9日）是日本戰國時代後期至江戶時代初期的公家。父親是關白一條房通。藤原北家攝關家一條家當主。一字名是杏。

## 生平
在天文17年（1548年）出生，家中次男。於天文23年（1554年）因為哥哥兼冬死去而繼任家督。在弘治4年（1558年）元服並敘任正五位下右近衛權少將，於4月進昇為從四位下。在永祿2年（1559年）7月進昇為正四位下左近衛權中將，於永祿3年（1560年）進昇為從三位，在永祿4年（1561年）進昇為權中納言，於永祿6年（1563年）進昇為正三位，在永祿8年（1565年）成為權大納言，於永祿10年（1567年）進昇為從二位。於天正元年（1573年）昇任正二位，在同年前往探訪分家土佐一條氏的一條兼定並在土佐國逗留，在兼定於此年隱居時，為繼任當主的萬千代（兼定的兒子）執行元服禮，把偏諱（「內」字）賜予萬千代，於是萬千代改名為一條內政並被內基推舉為左近衛中將。在天正3年（1575年）返回京都，被任命為內大臣。
在天正4年（1576年）、天正5年（1577年）分別進昇為右大臣和左大臣。於天正9年（1581年）成為正親町天皇的關白和藤氏長者，翌年（1582年）昇為從一位。在天正12年（1584年）辭任左大臣和關白並讓予二條昭實（於翌年與近衛信輔之間發生關白相論事件，結果由豐臣秀吉成為關白）。
因為沒有生下兒子，於是收後陽成天皇的皇子九宮（一條昭良）為養子，令昭良繼承一條家（因此一條家成為皇別攝家）。
在慶長16年（1611年）死去。享年64歲。法號是自淨心院、翫月等。